# Barnin
Barnin település Németországban, Mecklenburg-Elő-Pomeránia tartományban. Lakosainak száma 469 fő (2023. december 31.).

## Népesség
A település népességének változása:
| Lakosok száma | 486  | 485  | 473  | 470  | 469  |
|               | 2017 | 2019 | 2021 | 2022 | 2023 |